# Drosera broomensis
Drosera broomensis ist eine fleischfressende Pflanzenart aus der Gattung Sonnentau (Drosera) in der Familie der Sonnentaugewächse (Droseraceae). Sie kommt ausschließlich im australischen Northern Territory vor.

## Beschreibung

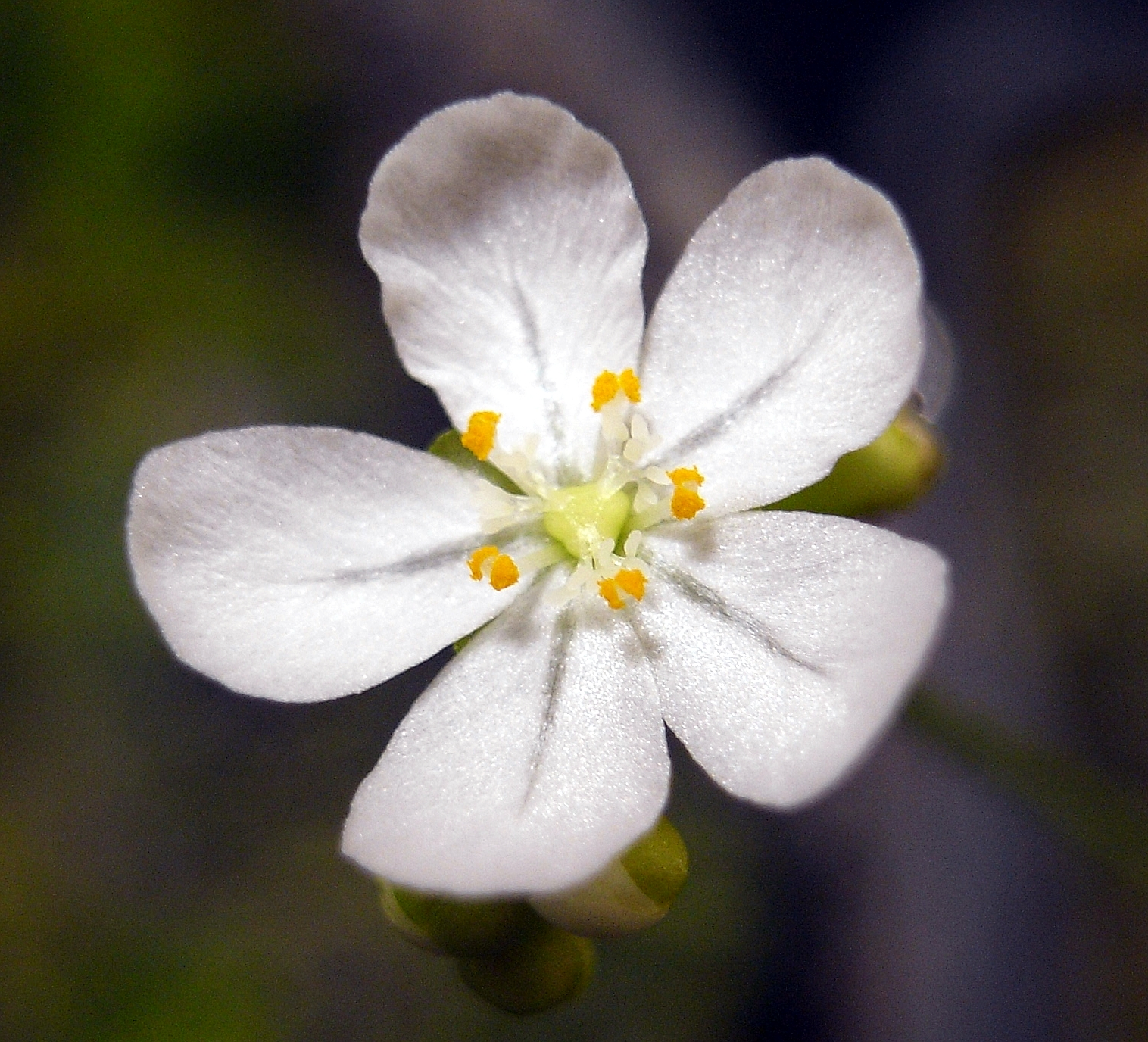
Blüte Drosera broomensis

Bei Drosera broomensis handelt es sich um eine ausdauernde krautige Pflanze, die einzelne bodenständige Rosetten bildet. Die Blätter stehen aufrecht bis aufwärtsweisend, die Blattstiele sind linealisch, 35 bis 40 Millimeter lang, 0,5 bis 1 Millimeter breit, am Ansatz der Spreite verjüngt, zur Blütezeit spärlich besetzt mit feinen weißen Härchen, in der Trockensaison dicht behaart. Die annähernd kreisförmigen Blattspreiten haben einen Durchmesser zwischen 2 und 3,5 Millimeter, ihre Oberseite ist am Rand mit etwas längeren, mittig kürzeren Fangtentakeln besetzt, die Unterseite ist fein weiß behaart.
Die ein bis vier unbehaarten Blütenstandsachsen sind 15 bis 30 Zentimeter lang und tragen in einer Traube 50 oder mehr Blüten, die Blütenstiele sind 2 bis 4 Millimeter lang. Die Kelchblätter sind schmal eiförmig, unbehaart, 3 Millimeter lang und rund 1,4 Millimeter breit. Die Kronblätter sind weiß, mit stark ausgeprägter Mittelrippe, umgekehrt eiförmig und 5,5 Millimeter lang sowie 3,5 Millimeter breit. 
Die Staubblätter sind rund 2,5 mm lang. Der Fruchtknoten ist umgekehrt eiförmig, 1 Millimeter lang, während der Blüte mit einem Durchmesser von 1,4 Millimetern und drei Fruchtblättern, die breitlich zweigelappt sind. Die drei Griffel sind inklusive der Narben 0,8 Millimeter lang und im oberen Teil in viele verschiedene  Abschnitte geteilt, die in verbreiterten, unregelmäßig geformten Narben enden.

## Verbreitung
Heimat von Drosera broomensis ist der äußerste Norden Australiens nördlich bzw. nordöstlich, vereinzelt auch südlich von Broome, wo sie auf sandigen Böden vorkommt. 

## Systematik
Die nächstverwandte Art ist Drosera petiolaris, von der sie aber deutlich durch ihren unbehaarten Blütenstängel unterschieden ist. Die Art gehört zum so genannten „Petiolaris-Komplex“, der die Sektion Lasiocephala der Gattung bildet.